# 薤露
《薤露》，古代一首著名的挽歌，收录于汉乐府《相和曲》。
公元前202年，汉高祖下诏让原齐王田横到洛阳。田横不得已带上两个随从去洛阳。在距洛阳30里时自杀。刘邦对此十分感叹，任命两个随从为都尉，率3000士兵以王礼安葬田横。而在安葬了田横后，他的两个随从亦自杀，死前唱了这首挽歌。

## 全文
薤上露，
何易晞。
露晞明朝更复落，
人死一去何时归！
蒿里谁家地，
聚敛魂魄无贤愚。
鬼伯一何相催促，
人命不得少踟蹰。

## 发展
汉武帝时，协律都尉李延年，对这首歌进行了改编。他把这首分为上下阙，上阙定名为《薤露》，下阙定名为《蒿里》。《薤露》为王公贵人逝世时所用，而《蒿里》则为士大夫去世所用。
这首歌曲对后来的文学产生了一定的影响。汉末三国时期的曹操、曹植都曾模仿过它作新词，并表现新的内容。另外，晋人陶潜亦作有多篇挽歌。